# Sarcophaga lasiostyla
Sarcophaga lasiostyla är en tvåvingeart som först beskrevs av Macquart 1843.  Sarcophaga lasiostyla ingår i släktet Sarcophaga och familjen köttflugor.
Artens utbredningsområde är Frankrike. Inga underarter finns listade i Catalogue of Life.